# 青葉山弘年
青葉山 弘年（あおばやま ひろとし、1950年4月3日 - 1997年9月24日）は、宮城県黒川郡大郷町出身で木瀬部屋に所属した大相撲力士。本名は高橋 幸一（たかはし こういち）。身長187cm、体重132kg。得意手は右四つ、吊り。最高位は東小結（1979年1月場所）。一部マスコミには起重機と呼ばれていた。

## 来歴
宮城農業高校時代は柔道部に所属し、活躍した。知人から木瀬親方（元前頭9・清ノ森）を紹介され、高校を中退して木瀬部屋に入門。1968年11月場所で初土俵を踏んだ。入門時に高橋を説得した人物の中には廃業するかしないかの頃であった9代木瀬もいた。
以来、順調に番付を上げてゆき1972年1月場所では西幕下筆頭にて4勝3敗と勝ち越し、新十両昇進が期待された。しかし東幕下4枚目で5勝を挙げた白根山宗則に先を越され、3月場所では東に回っただけだった。その3月場所では東幕下筆頭で3勝4敗と負け越し、八番相撲で勝ち4勝4敗（いわゆる「勝ち得」、ただし番付編成上は4勝3敗ではなく4勝4敗）となり、翌5月場所も同じ地位に留まった（前場所は同地位で4勝4敗であるが、4勝3敗から八番相撲で敗れて4勝4敗のため、番付編成上は4勝3敗として扱われる、いわゆる「負け得」）の成績で渥美洋正征が十両に昇進した）。しかし、3勝4敗と負け越してしまい、またもや十両に昇進する事ができなかった。当時の白根山の師匠は伊勢ノ海監事（元前頭1・柏戸）であり、渥美洋の師匠は伊勢ヶ濱理事（元横綱・照國）であったため、大部屋の無形の圧力があったのではないかという噂も流れた。
その後一時は幕下10枚目台に在ったが、1974年5月場所にて、西幕下筆頭で勝ち越しながら十両に昇進できなかった2年前の悔しさを晴らす新十両昇進を果たした。以降は順調に番付を上げ、1975年11月場所で新入幕。同場所では10勝5敗と好成績を残し、敢闘賞を受賞した。筋肉質の長身を生かした、右四つからの豪快な吊り技を見せていた。森繁久彌主演の或るテレビドラマのセリフにも、「青葉山みたいに塩をいっぱい持って来い」と名前が塩撒きの代名詞として登場するほどの派手な塩撒きで人気があった。しかし、自身が十両に上がったばかりの頃はトイレットペーパー騒動が発生してから日が浅かったこともあって、大量の塩撒きが物資の無駄であるとして批判を受けることもあった。
自身が細身のソップ型だった事もあり、同時期に活躍した初の外国人関取である高見山大五郎（最高位・関脇、前・東関親方）が超アンコ型で申し訳程度にチョロっと塩を撒くのとは体格も含めて対照的で、2人の取組前の塩撒きは相撲ファンの中でお楽しみとなっていた。また、シンガー・ソングライターの石川優子は青葉山のファンを公言し、とある雑誌の企画で対談を行った事もあった。
一時は、幕内上位に定着していた。だが、三役での勝ち越しは1度もなく、関脇昇進を果たせなかった。増位山や貴ノ花など、大関からは幾つか勝ち星を挙げたものの（大関戦での勝利は、上記2名からの4勝を含め、計7勝）横綱には1度も勝つ事なく現役生活を終えた。
その後、糖尿病を患ってからは精彩を欠く相撲が多くなり、三役と平幕を往復するのが精一杯であった。
1982年1月場所からは、十両に低迷。糖尿病と体力の衰えにより、この地位でも本来の相撲が次第に取れなくなり、同年9月場所を以って現役を引退した。
引退後は年寄・桐山（後、同・浅香山）を襲名し、木瀬部屋付きの親方として後進の指導に当たりつつ、勝負審判も務めたが、持病の糖尿病が悪化し、1997年9月24日に47歳で死去した。
没後、浅香山の名跡は師匠の木瀬が管理していたが、停年直前の2000年3月末に同じ立浪・伊勢ヶ濱連合の小結（後に大関）魁皇へ譲渡された。

## 戦績
- 通算成績：490勝490敗5休  勝率.500
- 幕内成績：208勝257敗  勝率.447
- 現役在位：83場所
- 幕内在位：31場所
- 三役在位：3場所（小結3場所）
- 三賞：3回
  - 敢闘賞：2回（1975年11月場所・1980年9月場所）
  - 技能賞：1回（1978年11月場所）[1]
- 金星：なし
- 各段優勝
  - 十両優勝：1回（1975年9月場所）
  - 三段目優勝：1回（1970年11月場所）
  - 序ノ口優勝：1回（1969年1月場所）

### 場所別成績
| | 一月場所 初場所（東京） | 三月場所 春場所（大阪） | 五月場所 夏場所（東京） | 七月場所 名古屋場所（愛知） | 九月場所 秋場所（東京） | 十一月場所 九州場所（福岡） |
| --- | ----------------------- | ----------------------- | ----------------------- | --------------------------- | ----------------------- | --------------------------- |
| 1968年 （昭和43年） | x                       | x                       | x                       | x                           | x                       | （前相撲）                  |
| 1969年 （昭和44年） | 西序ノ口7枚目 優勝 6–1  | 西序二段33枚目 5–2      | 西序二段2枚目 4–3       | 東三段目83枚目 4–3          | 東三段目67枚目 5–2      | 西三段目35枚目 5–2          |
| 1970年 （昭和45年） | 西三段目8枚目 4–3       | 東幕下57枚目 5–2        | 東幕下40枚目 4–3        | 東幕下32枚目 2–5            | 西幕下51枚目 2–5        | 西三段目8枚目 優勝 6–1      |
| 1971年 （昭和46年） | 西幕下40枚目 4–3        | 東幕下33枚目 5–2        | 西幕下18枚目 4–3        | 東幕下13枚目 4–3            | 西幕下12枚目 4–3        | 東幕下9枚目 6–1             |
| 1972年 （昭和47年） | 西幕下筆頭 4–3          | 東幕下筆頭 4–4          | 東幕下筆頭 3–4          | 東幕下3枚目 3–4             | 西幕下7枚目 3–4         | 西幕下11枚目 5–2            |
| 1973年 （昭和48年） | 東幕下6枚目 3–4         | 東幕下10枚目 4–3        | 西幕下7枚目 3–4         | 東幕下11枚目 6–1            | 東幕下3枚目 4–3         | 西幕下筆頭 3–4              |
| 1974年 （昭和49年） | 西幕下5枚目 4–3         | 東幕下4枚目 5–2         | 西十両12枚目 9–6        | 東十両5枚目 6–9             | 東十両8枚目 8–7         | 東十両6枚目 6–9             |
| 1975年 （昭和50年） | 東十両11枚目 9–6        | 西十両6枚目 9–6         | 西十両2枚目 5–10        | 西十両8枚目 9–6             | 東十両4枚目 優勝 13–2   | 東前頭11枚目 10–5 敢        |
| 1976年 （昭和51年） | 東前頭4枚目 6–9         | 西前頭8枚目 6–9         | 東前頭12枚目 4–11       | 東十両5枚目 6–9             | 西十両10枚目 8–7        | 西十両6枚目 8–7             |
| 1977年 （昭和52年） | 東十両4枚目 8–7         | 西十両2枚目 8–7         | 東十両筆頭 10–5         | 東前頭10枚目 9–6            | 西前頭5枚目 8–7         | 東前頭2枚目 5–10            |
| 1978年 （昭和53年） | 西前頭7枚目 9–6         | 東前頭2枚目 5–10        | 西前頭7枚目 9–6         | 東前頭2枚目 5–10            | 東前頭6枚目 8–7         | 西前頭4枚目 9–6 技          |
| 1979年 （昭和54年） | 東小結 4–11             | 東前頭6枚目 10–5        | 西小結 5–10             | 西前頭3枚目 5–10            | 西前頭9枚目 8–7         | 東前頭6枚目 6–9             |
| 1980年 （昭和55年） | 西前頭9枚目 8–7         | 東前頭4枚目 5–10        | 西前頭9枚目 9–6         | 西前頭3枚目 4–11            | 東前頭10枚目 11–4 敢    | 西小結 6–9                  |
| 1981年 （昭和56年） | 西前頭2枚目 5–10        | 西前頭7枚目 6–9         | 東前頭10枚目 9–6        | 東前頭7枚目 4–11            | 東前頭12枚目 8–7        | 西前頭8枚目 2–13            |
| 1982年 （昭和57年） | 西十両5枚目 8–7         | 東十両3枚目 7–8         | 東十両5枚目 6–4–5       | 東十両6枚目 5–10            | 西十両11枚目 引退 1–9–0 | x                           |
| 各欄の数字は、「勝ち-負け-休場」を示す。 優勝 引退 休場 十両 幕下 三賞：敢=敢闘賞、殊=殊勲賞、技=技能賞 その他：★=金星 番付階級：幕内 - 十両 - 幕下 - 三段目 - 序二段 - 序ノ口 幕内序列：横綱 - 大関 - 関脇 - 小結 - 前頭（「#数字」は各位内の序列） |                         |                         |                         |                             |                         |                             |

### 幕内対戦成績
| 力士名   | 勝数 | 負数 | 力士名     | 勝数 | 負数 | 力士名      | 勝数 | 負数 | 力士名   | 勝数  | 負数 |
| -------- | ---- | ---- | ---------- | ---- | ---- | ----------- | ---- | ---- | -------- | ----- | ---- |
| 青葉城   | 4    | 3    | 朝汐       | 1    | 0    | 旭國        | 1    | 5    | 東洋     | 5     | 4    |
| 天ノ山   | 1    | 5    | 荒勢       | 8    | 1    | 岩波        | 6(1) | 4    | 大潮     | 8     | 6    |
| 巨砲     | 0    | 2    | 大錦       | 3    | 4    | 大鷲        | 2    | 1    | 魁輝     | 10(1) | 5    |
| 魁傑     | 1    | 7    | 北瀬海     | 4    | 1    | 北の湖      | 0    | 12   | 麒麟児   | 7     | 7    |
| 蔵間     | 3    | 7    | 黒瀬川     | 5    | 3    | 黒姫山      | 3    | 15   | 高望山   | 0     | 2    |
| 琴風     | 3    | 4    | 琴ヶ嶽     | 1    | 0    | 琴千歳      | 0    | 3    | 琴乃富士 | 1     | 0    |
| 琴若     | 3    | 4    | 小沼       | 0    | 1    | 金剛        | 1    | 1    | 蔵玉錦   | 3     | 5    |
| 佐田の海 | 2    | 2    | 嗣子鵬     | 4    | 1    | 神幸        | 1    | 2    | 大旺     | 2     | 0    |
| 大峩     | 2    | 0    | 大觥       | 1    | 0    | 大受        | 0    | 2    | 大寿山   | 1     | 2    |
| 大飛     | 2    | 1    | 隆の里     | 4    | 5    | 貴ノ花      | 3    | 7    | 隆三杉   | 2     | 0    |
| 高見山   | 12   | 5    | 谷嵐       | 2    | 2    | 玉輝山      | 6    | 3    | 玉ノ富士 | 6     | 3    |
| 千代櫻   | 0    | 1    | 千代の富士 | 4    | 5    | 出羽の花    | 6    | 6    | 闘竜     | 1     | 4    |
| 栃赤城   | 5    | 6    | 栃東       | 0    | 2    | 栃光        | 3    | 7    | 白竜山   | 1     | 0    |
| 羽黒岩   | 0    | 1    | 長谷川     | 0    | 2    | 蜂矢        | 0    | 1    | 播竜山   | 5     | 4    |
| 飛騨ノ花 | 2    | 1    | 福の花     | 1    | 0    | 富士櫻      | 4    | 3    | 二子岳   | 1     | 1    |
| 双津竜   | 6    | 3    | 鳳凰       | 7    | 3    | 増位山      | 5    | 6    | 舛田山   | 6     | 9    |
| 三重ノ海 | 2    | 5    | 陸奥嵐     | 1    | 0    | 豊山        | 5    | 5    | 琉王     | 1     | 0    |
| 若獅子   | 1    | 3    | 若ノ海     | 1    | 0    | 若乃花(2代) | 0    | 10   | 輪島     | 0     | 9    |
| 鷲羽山   | 4    | 5    |            |      |      |             |      |      |          |       |      |

### 珍記録
- 対横綱戦28戦全敗は、1981年1月場所に記録してから2003年1月場所に闘牙が対横綱戦29戦全敗を記録するまでの間、対横綱戦未勝利の記録としては長らく単独ワースト1位の連敗記録となっていた[3]（2025年7月場所終了現在は37戦全敗の魁聖・闘牙に次ぐワースト3位）。
- 1970年11月場所の三段目優勝は、三段目の全勝力士が不在となり6勝1敗同士の優勝決定戦が行われ、そこを勝ち抜いたものであるが、幕下以下の本割が1場所7番と定められた1960年7月場所以降、こうした形の「7戦全勝を伴わない三段目優勝」は3例（青葉山が2例目）しかない。

## 改名歴
- 高橋 幸一（たかはし こういち、1968年11月場所）※番付外
- 青葉山 幸一（あおばやま -、1969年1月場所-1972年5月場所）
- 貴城山 幸一（たかぎやま -、1972年7月場所-1974年1月場所）
- 青葉山 康逸（あおばやま -、1974年3月場所）
- 青葉山 弘年（あおばやま ひろとし、1974年5月場所-1982年9月場所（引退））

## 年寄変遷
- 桐山 弘年（きりやま ひろとし）1982年9月-1984年7月
- 桐山 博光（- ひろみつ）1984年7月-1985年2月
- 浅香山 博光（あさかやま -）1985年2月-1985年7月
- 浅香山 雅遂（- まさつぐ）1985年7月-1997年9月（逝去）